# Children in Need
Die britische Wohltätigkeitsorganisation Children in Need wird von der Rundfunkanstalt British Broadcasting Corporation betrieben. Seit Beginn der Aktion 1980 konnten 950 Millionen GBP an Spenden gesammelt werden, um benachteiligte Kinder und Jugendliche zu unterstützen. Children in Need wurde 1988 in England und Wales und 2008 in Schottland als Wohltätigkeitsorganisation anerkannt.

## Telethon
Höhepunkt ist eine jährliche Fernsehgala (Telethon) auf BBC One, auf dem viele, meist britische Künstler auftreten.
In den ersten Jahren wurde die Sendung von Terry Wogan präsentiert. Derzeit ist Tess Daly Hauptmoderatorin.

## Maskottchen

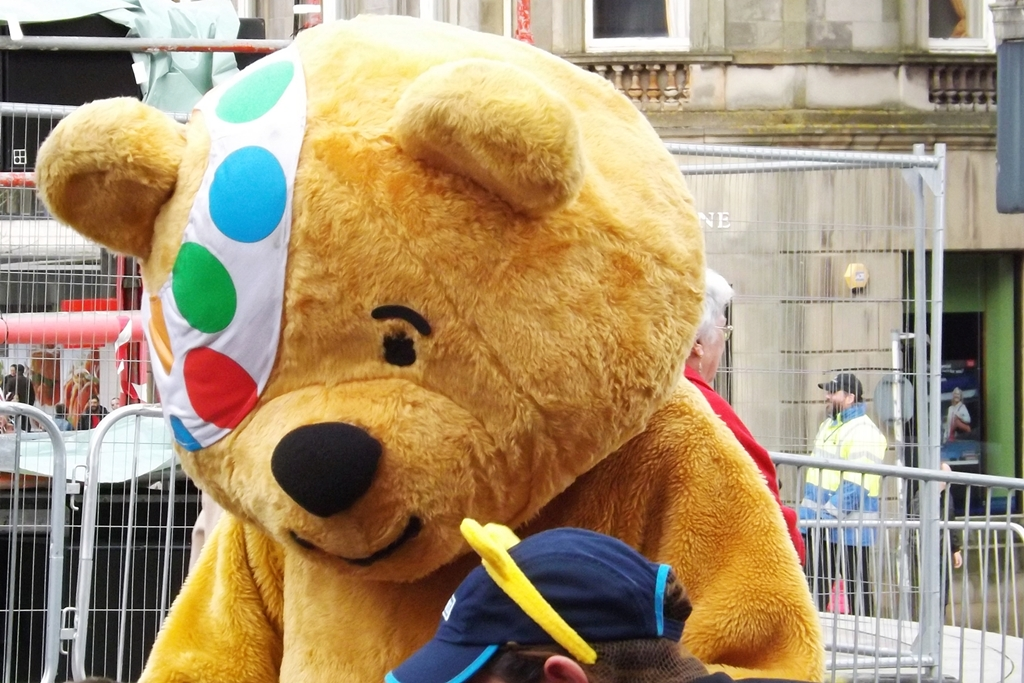
Pudsey Bear, Maskottchen des BBC Children In Need Kinderhilfswerks

Das Maskottchen der Aktion ist Pudsey, der Bär. Es ist ein gelber Teddybär, dem ein Auge verbunden wurde.

## Weblink
- Children in Need - Webauftritt